# Jo Van Fleet
Jo Van Fleet (Oakland, Califórnia, 30 de dezembro de 1914 – Queens, Nova Iorque, 10 de junho de 1996) foi uma atriz estadunidense de teatro e cinema.

## Carreira
Conhecida principalmente por interpretar personagens mais velhas do que ela própria, sua carreira durou mais de três décadas, e ela ganhou um Oscar e um Tony Award.
Van Fleet estabeleceu-se como uma notável atriz dramática na Broadway durante vários anos, ganhando um Prêmio Tony em 1954 por sua habilidade em um papel difícil, atuando uma antipática, precisamente pelo seu caráter abusivo em The Trip to Bountiful de Horton Foote com Lillian Gish e Eva Marie Saint no elenco.
No seu primeiro papel no cinema, atuou como a mãe de James Dean, no filme East of Eden, de 1955. Pelo seu desempenho nesta estreia, ganhou o Oscar de melhor atriz coadjuvante. Seu trabalho no cinema foi constante posteriormente a 1960 depois, muito esporádica, e incluíram filme filmes como The Rose Tattoo, I'll Cry Tomorrow, de 1955, The King and Four Queens, de 1956, e Gunfight at the O.K. Corral, de 1957.
Em 1958, foi nomeada para o Prêmio Tony de Melhor atriz de teatro, por sua performance em Look Homeward, Angel.
Outros filmes são Wild River, de 1960, Rodgers and Hammerstein's Cinderella, de 1965, Cool Hand Luke, de 1967, e I Love You, Alice B. Toklas, de 1968.
Foi casada com William Bales, de 1946 até a sua morte em 1990, e continuou viva pelo seu filho Michael Bales, e seu neto, Arden Rogow-Bales. Ela morreu em Queens, Nova Iorque de causas não divulgadas, com 80 anos.
Van Fleet tem uma estrela na Calçada da Fama por sua contribuição para filmes em, 7 000 Hollywood Boulevard.